# هواویسا
هواویسا (به لاتین: Hewawissa) یک منطقهٔ مسکونی در سری‌لانکا است که در استان مرکزی (سری‌لانکا) واقع شده‌است.